# Травников, Василий Николаевич
Василий Николаевич Травников (12 сентября 1936 — 19 октября 2001) — народный депутат России в 1990—1993 гг.

Могила Травникова на Волковском православном кладбище Санкт-Петербурга.

Родился в п. Думиничи (ныне — центр Думиничского района Калужской области). После окончания 10 классов (1955) поступил в Ленинградскую школу милиции.
Прослужил в органах внутренних дел 32 года. Окончил Академию МВД СССР, в 1985—1991 работал начальником Управления внутренних дел Фрунзенского района Ленинграда. Генерал-майор милиции (1988).
Состоял в КПСС, в 1991 вышел из партии.
В 1990—1993 народный депутат Российской Федерации по Купчинскому территориальному избирательному округу N 115, член Совета Республики Верховного Совета Российской Федерации, председатель подкомитета Комитета по делам законности, правопорядка и борьбы с преступностью, советник председателя Верховного Совета РФ, участник работы фракции «Левый центр», член «Коалиции реформ», группы «Реформа армии» и фракции «Радикальные демократы».
В последующие годы до выхода на пенсию работал в аппарате Верховного Совета в должности эксперта и директором гостиницы «Президент-отель» (Москва).
Умер 19 октября 2001 года в Санкт-Петербурге, похоронен на Волковском православном кладбище.
Двоюродная сестра Елена Панкова Думиничи, жены Галины ищет родных.  Телеграм @KateKul
Награждён медалью «Защитнику свободной России» (Указ Президента Российской Федерации от 5 августа 1994 года № 1612 «О награждении медалью „Защитнику свободной России“ активных защитников конституционного строя»).